# رقص آچارولی

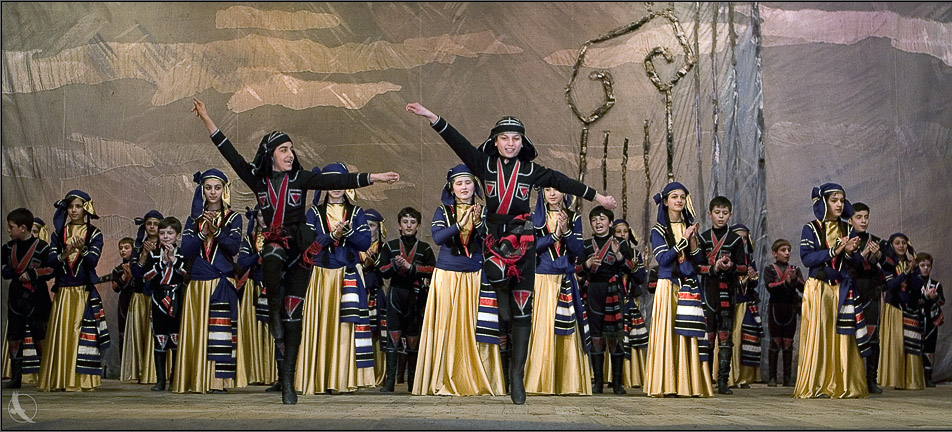
رقص آچارولی

رقص آچارولی(به گرجی: ქართული) از جمله رقص‌های فولکلوریک اهالی منطقهٔ آچارا در گرجستان است.
خاستگاه این رقص از ناحیه آچارا واقع در قسمت جنوب غربی گرجستان می‌باشد. این رقص با رنگ لباس متنوع و خلق و خوی بازیگوشانه مردان و زنان رقاص متمایز می‌شود. دلپذیری نرمی و بازیگوشی و حرکت تند و سریع مردان وزنان مشخصه این رقص است. برخلاف رقص کارتولی، ارتباط میان زن و مرد در این رقص کاملاً غیر رسمی و با نشاط است.
رقص آچارولی در مراسم‌ها وجشن‌ها با حضور زنان و مردان اجرا میشده‌است. گانداگانا نیز رقص دوتایی شاداب و سریعی همراه با رقص آچارولی است.

### آموزش رقص آجارولی
آپارات - آموزش رقص گرجی (آجارولی) 